# Asociación de Fútbol de Eswatini
La Asociación de Fútbol de Eswatini (en inglés: Eswatini Football Association; abreviado NFAS) es el organismo rector del fútbol en Eswatini, con sede en Mbabane. Fue fundada en 1968, desde 1978 es miembro de la FIFA y desde 1976 de la CAF. Organiza el campeonato de Liga y de Copa, así como los partidos de la selección nacional en sus distintas categorías.